# Lhasa Beer

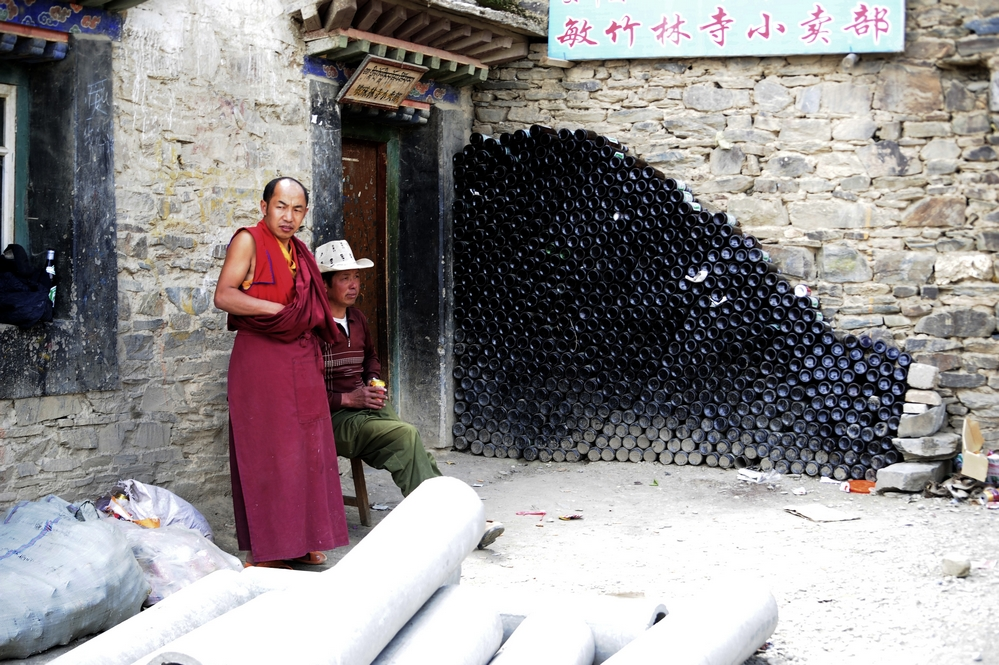
Un tas de Lhasa Beer à la lamaserie de Mindroling

La Lhasa Beer (de l'anglais, signifiant, « Bière de Lhasa », chinois : 拉萨啤酒 ; pinyin : lāsà píjiǔ) est une marque de bière produite à Lhasa, dans la Région autonome du Tibet, en République populaire de Chine.
Le bouddhisme tibétain proscrit la consommation d'alcool pour les moines et les nonnes, elle n'est cependant pas absolument proscrite pour les bouddhistes, et la population boit la bière d'orge du Tibet, lors de fêtes ou pour accueillir un invité. Toutefois la production de bière à Lhassa est un phénomène récent.
L’alcoolisme est devenu un problème de santé parmi les Tibétains. Selon une étude de 2008, réalisée par l'Institut de psychiatrie du King's College de Londres, l'étendue des troubles liés à l'alcool a atteint 31,6% pour les hommes et presque 10% chez les femmes.
Parmi les bières que produit Lhasa Beer, on peut noter une bière produite à partir d'orge du Tibet et de malt de production australienne.